# Полювання на зайців (фільм, 1994)
«Полювання на зайців» (нім. Hasenjagd або нім. Vor lauter Feigheit gibt es kein Erbarmen, англ. The Quality of Mercy) — австрійський художній фільм 1994 року, який відтворює епізод Другої світової війни, відомий як Мюльфіртлерське полювання на зайців (нім. «Mühlviertler Hasenjagd»), в ході якого сотні радянських військовополонених, які втекли з концентраційного табору Маутгаузен, були знищені, і лише одиницям вдалося вижити завдяки допомозі місцевих жителів.

## Сюжет
Події фільму починаються в січні 1945 року в концтаборі, розташованому неподалік від міста Лінц. Приречені на смерть радянські військовополонені з блоку № 20 зважуються на втечу, і одного разу морозної ночі кільком сотням полонених вдається перелізти через паркан і опинитися на волі. Проте далеко відбігти їм не судилося: багато з них гинуть від куль охорони ще при спробі втечі, багато помирає вже на волі від морозу. За тими, хто все ж зміг втекти з концтабору, місцеве відділення СС починає безжалісне полювання, т. зв. «полювання на зайців»: до пошуків в місті і навколишніх лісах залучені війська, поліція і місцеві жителі. Знайдені втікачі тут же розстрілювалися.
Одним із місцевих ополченців стає Фредл, юнак із релігійної родини Карнерів (прототип — родина Лангталерів). Він не хоче шукати і вбивати змучених беззбройних людей, тому не видає їх, коли спочатку в місті, а потім в лісі, помічає втікачів. Тим часом двоє із них, Михайло і Микола, які спочатку переховувалися в місті, пробралися на околицю й вирішили попросити притулку в одному з будинків. Ним виявляється будинок Карнерів, і фрау Карнер, мати Фредла, вирішує сховати втікачів на горищі. Її чоловік, дізнавшись про це, не висловлює протесту, однак попереджає дружину, що в разі виявлення полонених вся їхня сім'я буде розстріляна. Молодші доньки Карнерів, Мітці і Нанні, допомагають доглядати за втікачами і приносять їм їжу. Під час обшуку втікачів не виявляють.
Тим часом, пошуки втікачів тривають. Бачачи нерішучість Фредла, офіцер СС пропонує йому застрелити з пістолета чергового знайденого полоненого, однак Фредл відмовляється, і спійманого втікача вбиває у його присутності більш жорстокий Бергхаммер. За непослух Фредла заарештовують, однак жандарм Біркер, який також не підтримує ставлення есесівців до військовополонених, самовільно випускає його, кажучи, що він домовився про це з кимось із начальства. Вночі Фредл повертається додому. Сім'я відправляє його до знайомого, де він зміг би тимчасово сховатися, але Фредлу доводиться повернутися додому і переховуватися разом з Михайлом і Миколою. Бергхаммер, який вважає себе нареченим Мітці, хоча відчуває, що вона не любить його, підозрює, що Карнери щось приховують, однак під час повторного обшуку фрау Карнер вдається відвернути есесівців частуванням, і в їхньому будинку знову нікого не знайшли.
Проходить час, починається весна. Радянські і союзницькі війська вже близько, і місцеві есесівці спішно спалюють документи, переодягаються в цивільну форму і покидають місто. Бергхаммер помічає одного з утікачів, коли той працює в саду у Карнерів, і повідомляє про це Біркеру; той відповідає, що подбає про це, але насправді нічого не робить.
На дорогах з'являються потоки біженців, які повертаються з полону на схід. Михайло і Микола, одягнувши костюми, роблять в фотоательє спільне фото з сім'єю Карнерів. Михайло каже Мітці, до якої у нього давно виникла симпатія, що хотів би залишитися з нею, але вона радить йому повертатися додому до матері.
У фінальних титрах повідомляється, що лише дев'ятьом із 500 втікачів вдалося пережили «полювання на зайців». Реальні Михайло і Микола повернулися в СРСР і були ще живими на момент зйомок фільму.

## У ролях
- Олівер Броуміс — Михайло
- Мераб Нінідзе — Микола
- Ельфріда Ірралл — фрау Карнер
- Райнер Еггер — Фредл Карнер
- Кірстен Ніберг — Мітці Карнер
- Фолькмар Кляйнерт — Камер, офіцер СС
- Рюдігер Фоглер — жандарм Біркер
- Тьєррі Ван Вервеке — Бергхаммер
- Франц Фрошауер — Віктор, військовополонений
- Крістоф Кюнцлер — Штрассер, офіцер СС

## Нагороди
- 1994 — Міжнародний кінофестиваль у Сан-Себастьяні — спеціальний приз журі, разом з фільмом «Другий кращий» Кріса Менгеса[3] (на фестивалі фільм був представлений під назвою «Боягузтво не заслуговує милосердя»[4]).

## Документальний фільм «Aktion K»
Одночасно зі зйомками даного художнього фільму режисер Андреас Грубер виступив продюсером годинної документальної кінострічки «Aktion K» («Операція К», назва походить від назви нацистського указу, який зобов'язує карати смертю радянських офіцерів-військовополонених), в якій розповідалося про повстання в лютому 1945 року. Цей фільм був знятий Бернгардом Бамбергером, в ньому взяв участь в'язень-утікач концтабору Маутгаузен Михайло Рибчинський. У 1995 році фільм отримав нагороду як кращий освітній документальний кінофільм Австрії.